# Heide (Waldbröl)
Heide ist ein Ortsteil der Stadt Waldbröl im Oberbergischen Kreis im südlichen Nordrhein-Westfalen Deutschland innerhalb des Regierungsbezirks Köln. 

## Lage
Das Dorf liegt etwa zwei Kilometer südöstlich des Stadtzentrums. Dort ist die vierte Feuerwache der Feuerwehr Waldbröl und damit die Löschgruppe Heide stationiert.

## Geschichte

### Erstnennung
1512 wurde der Ort das erste Mal urkundlich erwähnt, und zwar "Petter zor Heiden (Archiv d. ev. Kirchengemeinde Waldbröl)." 
Schreibweise der Erstnennung: zor Heiden

## Freizeit
Der Wanderweg O führt durch Heide, von Niederhof kommend.